# Ethikkommission für eine sichere Energieversorgung
Die Ethikkommission für eine sichere Energieversorgung war eine am 22. März 2011 von der deutschen Bundeskanzlerin Angela Merkel eingesetzte Ethikkommission. Sie sollte anlässlich der Nuklearkatastrophe von Fukushima technische und ethische Aspekte der Kernenergie prüfen, einen gesellschaftlichen Konsens zum Atomausstieg vorbereiten und Vorschläge für den Übergang zu erneuerbaren Energien erarbeiten. Am 30. Mai 2011 lag der Abschlussbericht der Ethikkommission vor.

## Anlass und Aufgabe
Am 11. März begann die Nuklearkatastrophe von Fukushima. Bundeskanzlerin Merkel reagierte am 14. März mit einem dreimonatigen Atom-Moratorium für die sieben ältesten deutschen Kernkraftwerke. Die Reaktor-Sicherheitskommission (RSK) sollte vom 15. März bis zum 15. Juni 2011 die Sicherheit aller 17 deutschen Kernkraftwerke nach neuen Standards überprüfen.
Die am 22. März 2011 eingesetzte Ethikkommission sollte die technischen Risiken der Kernenergie, die die RSK feststellte, ethisch und gesellschaftlich bewerten und mit den Risiken eines früheren Atomausstiegs und den Risiken und Nebenwirkungen anderer Energieformen abwägen. Damit sollte sie zu dem erwünschten „gesellschaftlichen Konsens“ beitragen.
Merkel formulierte als Fragestellung:

„Wie kann ich den Ausstieg mit Augenmaß so vollziehen, dass der Übergang in das Zeitalter der erneuerbaren Energien ein praktikabler, ein vernünftiger ist, und wie kann ich vermeiden, dass zum Beispiel durch den Import von Kernenergie nach Deutschland Risiken eingegangen werden, die vielleicht höher zu bewerten sind als die Risiken bei der Produktion von Kernenergie-Strom im Lande?“

Die Kommission solle „eine weitergehende Betrachtungsweise des Umgangs mit Risiken“ ermöglichen als eine rein technische Sicherheitsprüfung. Der damalige Bundesumweltminister Norbert Röttgen begründete dies damit, „dass Sicherheit eben nicht ausrechenbar ist, sondern am Ende eine gesellschaftlich-politische Wertung ist“.
Merkel betonte, dass die Kommission die Diskussion mit allen gesellschaftlichen Gruppen nicht ersetzen solle, die nach Abschluss und Bekanntgabe ihrer Ergebnisse zu führen sei.
Vor dem ersten Treffen ergänzte sie ihre Erwartung an die Kommission, eine „in sich schlüssige Energiewende“ zu erneuerbaren Energien zu erkunden, ohne „mögliche Zielkonflikte etwa im Bereich des Klimaschutzes“ zu ignorieren. Die RSK solle bis etwa zum 16. Mai, die Ethikkommission bis zum 27. Mai 2011 je einen Bericht vorlegen. Auf deren Basis werde die Bundesregierung dann über Stilllegung und Laufzeiten der 17 Atomkraftwerke entscheiden.

## Mitglieder
Die 17-köpfige Kommission wurde geleitet von:
- Klaus Töpfer (CDU), ehemaliger deutscher Bundesumweltminister und ehemaliger Exekutivdirektor des Umweltprogramms der Vereinten Nationen (UNEP)
- Matthias Kleiner, Präsident der Deutschen Forschungsgemeinschaft

Als weitere Mitglieder berief Merkel
- Ulrich Beck, ehemaliger Soziologieprofessor an der Ludwig-Maximilians-Universität München
- Klaus von Dohnanyi (SPD), früherer Bundesbildungsminister
- Ulrich Fischer, Landesbischof der Evangelischen Landeskirche in Baden
- Alois Glück (CSU), Präsident des Zentralkomitees deutscher Katholiken
- Jörg Hacker, Präsident der Deutschen Akademie der Naturforscher Leopoldina
- Jürgen Hambrecht, Vorstandsvorsitzender der BASF
- Volker Hauff (SPD), ehemaliger Bundesminister für Forschung und Technologie
- Walter Hirche (FDP), Präsident der Deutschen UNESCO-Kommission
- Reinhard Hüttl, Vorstandsvorsitzender des Deutschen GeoForschungsZentrums Potsdam und Präsident der Deutschen Akademie der Technikwissenschaften
- Weyma Lübbe, Philosophin, Mitglied im Deutschen Ethikrat
- Reinhard Marx, Erzbischof von München und Freising
- Lucia Reisch, Wirtschaftswissenschaftlerin, Professorin an der Copenhagen Business School, Mitglied im Rat für Nachhaltige Entwicklung (RNE)
- Ortwin Renn, Risikoforscher, Soziologieprofessor an der Universität Stuttgart, Vorsitzender des Nachhaltigkeitsbeirats von Baden-Württemberg
- Miranda Schreurs, US-amerikanische Politikwissenschaftlerin, Leiterin des Forschungszentrums für Umweltpolitik an der Freien Universität Berlin
- Michael Vassiliadis (SPD), Vorsitzender der IG Bergbau, Chemie, Energie

Sechs Mitglieder der Kommission waren auch in anderen von der Bundeskanzlerin bzw. dem Umweltminister berufenen Gremien aktiv oder aktiv gewesen:
- Walter Hirche (seit Juni 2010), Lucia Reisch (dto.) und Michael Vassiliadis (seit 2007) waren zugleich Mitglieder im Rat für Nachhaltige Entwicklung der Bundesregierung.
- Volker Hauff (2001–2010) war seit der Gründung 2001 Vorsitzender des Nachhaltigkeitsrats, Klaus Töpfer (2001–2010) war zuletzt stellvertretender Vorsitzender.
- Miranda Schreurs war gleichzeitig eines von sieben Mitgliedern in dem vom Bundesumweltminister berufenen Sachverständigenrat für Umweltfragen.

## Einzelpositionen
Die Mitglieder vertraten verschiedene Einstellungen zur Kernenergie.
Töpfer sprach er sich 2011 öffentlich für die dauerhafte Stilllegung der sieben älteren deutschen Atomkraftwerke aus. Diese sei ohne Gefährdung der Stromversorgung sofort möglich. Auch könnten alle übrigen deutschen Atomkraftwerke früher abgeschaltet und der Übergang zu erneuerbaren Energien beschleunigt werden.
Ulrich Fischer bezeichnete einen Sofortausstieg als „scheinheilige Position“, da dann nur mehr Atomstrom aus dem Ausland importiert werde.
Ortwin Renn vertrat folgende Meinung: Bei großtechnischen Anlagen kann es kein Nullrisiko geben. Die Risiken bei der Nutzung von Kohle, Biomasse, Wasserkraft, Windenergie, Sonnenenergie sowie Kernenergie können gegeneinander abgewogen werden, obwohl sie unterschiedlich sind. Das Urteil der Akzeptabilität basiert auf einer vergleichenden Abwägung der zu erwartenden Konsequenzen aller verfügbaren Optionen auf der Basis wissenschaftlicher Fakten und gemeinsam vereinbarter (ethisch fundierter) Kriterien. Wenn man diese Abwägung im Kontext der heutigen Situation in Deutschland vornimmt, lässt sich nachvollziehbar begründen, dass Atomkraftwerke durch risikoärmere Methoden der Energieerzeugung, vor allem durch erneuerbare Energien, ersetzt werden können. Auch Maßnahmen der Verbesserung der Energieeffizienz schneiden bei einer Risikoabwägung besser ab. Sofern die Ziele des Klimaschutzes und des Arbeitsschutzes im Kohlebergbau strikt eingehalten werden, gilt dies auch für fossile Energien, aber auch nur dann.
Reinhard Marx nannte die Atomenergie wegen ihrer unabschätzbaren Folgen für ganze Generationen „nicht vertrauenswürdig“. Es gehe um „Güter, die wir nicht dem Markt überlassen dürfen“. Er empfahl einen schnelleren Ausstieg. Falls Strompreise dann wüchsen, müsse man über Hilfen für ärmere Bürger nachdenken.
Alois Glück erklärte in einem Interview, er habe schon seit 1986 abgelehnt, sich nur von Atomenergie abhängig zu machen. Die Nuklearkatastrophe von Fukushima mache die Grenzen der Machbarkeit deutlich, zwinge zu alternativer, aber geduldig angelegter Energiepolitik und zeige wie auch die Finanzkrise: „Wir verlieren die Beherrschung über Entwicklungen, die gestern noch als steuerbar galten.“ Der gegenwärtige westliche Lebensstil sei nicht fortsetzbar.
Fischer und Glück betonten das biblische Gebot zur Bewahrung der Schöpfung, aus der sich der Einsatz von Christen für ökologischen Ressourcenverbrauch, einen energiesparenden Lebensstil und möglichst risikoarme Energieerzeugung ergebe. Sie betonten die Rolle der Kirchen bei der Vermittlung ethischer Werte und erwarteten keine Differenz zwischen katholischer und evangelischer Position zur Kernenergie.

## Treffen
Am 4. April 2011 trat die Kommission erstmals zusammen. An der Auftaktsitzung im Bundeskanzleramt in Berlin nahmen Bundeskanzlerin Angela Merkel, Bundesumweltminister Norbert Röttgen und Bundeswirtschaftsminister Rainer Brüderle teil. Merkel sprach sich für öffentliche Beratungen des Gremiums aus.
Eine dreitägige Klausurtagung im Schloss Liebenberg bei Berlin endete am 21. April 2011.
Am 28. April veranstaltete die Kommission in Berlin eine öffentliche Anhörung, die im Fernsehen und im Internet übertragen wurde. Folgende 28 Experten und Verbandsvertreter nahmen teil:
- Johannes Teyssen, Vorstandsvorsitzender der E.ON SE
- Heinz-Peter Schlüter, Metallhändler, Aufsichtsratsvorsitzender des Aluminiumkonzerns Trimet
- Michael G. Feist, Stadtwerke Hannover AG
- Dietmar Schütz, Präsident des Bundesverbandes Erneuerbare Energie (BEE)
- Stephan Kohler, Deutsche Energie-Agentur (DENA)
- Franz-Georg Rips, Präsident des Deutschen Mieterbundes
- Reinhard Reibsch, European Mine, Europäischer Metallgewerkschaftsbund (EMCEF), Brüssel
- Ferdi Schüth, Max-Planck-Institut für Kohlenforschung, Mülheim
- Eike Weber, Fraunhofer-Institut für Solare Energiesysteme, Freiburg
- Eberhard Umbach, Präsident des Karlsruher Instituts für Technologie und Vizepräsident der Helmholtz-Gemeinschaft für den Forschungsbereich Energie
- Joachim von Braun, Agrarökonom, Direktor des Zentrum für Entwicklungsforschung (ZEF) an der Universität Bonn
- Sven Kullander, Schwedische Akademie der Wissenschaften, Universität Uppsala
- Rafaela Hillerbrand, Projekt Angewandte Technikethik, RWTH Aachen
- Markus Vogt, Theologe, Inhaber des Lehrstuhls für Christliche Sozialethik an der Ludwig-Maximilians-Universität München
- Felix Matthes, Forschungskoordinator Energie- und Klimapolitik beim Öko-Institut in Berlin
- Michael Hüther, Institut der deutschen Wirtschaft, Köln
- Dirk Hindrichs, Schüco International KG, Bielefeld
- Uwe Schneidewind, Wuppertal Institut für Klima, Umwelt, Energie
- Dieter Salomon (GRÜNE), Oberbürgermeister der Stadt Freiburg
- Reinhold Gispert, Betriebsratsvorsitzender KKW Biblis/RWE AG
- Hildegard Müller, Bundesverband der Energie- und Wasserwirtschaft (BDEW)
- Regine Günther, Klima- und Energieexpertin der Umweltstiftung WWF
- Heinz Smital, Vertreter der Umweltorganisation Greenpeace
- Angelika Zahrnt, Ehrenvorsitzende des Bundes für Umwelt und Naturschutz Deutschland (BUND)
- Carsten Wachholz, Naturschutzbund Deutschland (NABU)
- Christian Schwarzer, Jugendbündnis Zukunftsenergie
- Sven Frye, Deutscher Bundesjugendring
- Thomas Hirsch, Brot für die Welt, Manager des Institute for Advanced Sustainability Studies e. V.

Die Umweltorganisation .ausgestrahlt verfolgte die elfstündige öffentliche Sitzung und kommentierte sie aus der Sicht eines kurzfristigen Ausstiegs aus der Atomenergie und einer Energiewende mit dezentralen Strukturen mit einem „Liveticker zur Ethikkommission“.
Das Resümee von .ausgestrahlt lautet: „... und geriet in großen Teilen zu einer Show der AKW-Befürworter“.
Weitere Klausurtagungen fanden vom 13. bis 15. Mai 2011 sowie Ende des Monats statt. Am 30. Mai 2011 legte die Ethikkommission ihren Abschlussbericht vor.

## Kritik
Einsetzung, Aufgabenstellung und Zusammensetzung der Kommission stießen auf verschiedene Kritik.
Umweltverbände lehnten die Kommission nach ihrer Bekanntgabe umgehend als überflüssig ab, da der Atomausstieg ohnehin Gesellschaftskonsens sei. Für die Deutsche Umwelthilfe ist die „Frage der ethischen Verantwortbarkeit der Atomenergie [...] mit Fukushima endgültig beantwortet“.
Der Bundesverband Erneuerbare Energie erklärte, man brauche statt der Atomkraft „verlässliche Technologien, die sie nachhaltig und zu bezahlbaren Preisen ersetzen kann“.
Der ebenfalls eingeladene Ralf Fücks (Grüne), Vorsitzender der Heinrich-Böll-Stiftung, lehnte eine Teilnahme ab: Die Landtagswahlen in Baden-Württemberg und Rheinland-Pfalz seien ein klares Wählervotum für einen beschleunigten Atomausstieg. Dies müsse Ausgangspunkt für einen neuen Atomkonsens sein. Die Bundeskanzlerin müsse daher überparteiliche Verständigung mit der Opposition und dem Bundesrat suchen. In der Kommission fehlten Vertreter der Umweltverbände und der Anti-Atomkraft-Bewegung, ohne die kein Konsens erreichbar sei.
Bärbel Höhn (Grüne) bewertete die Kommission als taktische Maßnahme zum Zeitgewinn. Merkel habe auch „absolute Befürworter der Atomkraft“ berufen, deren „Blockadepotential“ ernsthafte Ergebnisse nicht erwarten lasse.
Die Hannoversche Allgemeine stellte eine Nähe einiger der 16 Mitglieder zur Atomwirtschaft fest und fragte: „Warum wurden die 17 deutschen Atomkraftwerke nicht schon vor der Laufzeitentscheidung überprüft? Ebenso hätte schon damals ein Ethik-Gremium klären können, ob das Laufzeitplus das Wiederaufleben eines gesellschaftlichen Großkonflikts lohnt.“ Die Sicherheitsmängel seien lange vor den Unfällen in Japan bekannt gewesen; eine gründliche Sicherheitsprüfung könne bis zum 15. Juni kaum gelingen.
Andere meinten, Merkel habe keinen Vertreter der Energiewirtschaft in die Kommission eingeladen.
CDU/CSU-Bundestagsabgeordnete beklagten, dass keine aktiven Fachpolitiker der Regierungsparteien in der Kommission vertreten seien. Es gründete sich deshalb eine eigene Arbeitsgruppe zur Zukunft der Kernenergie. Die Leitung übernahmen Unionsfraktionschef Volker Kauder (CDU), CSU-Landesgruppenvorsitzende Gerda Hasselfeldt und FDP-Fraktionschefin Birgit Homburger. Der Arbeitsgruppe gehörten mehrere prominente Befürworter der Atomenergie an, zum Beispiel die CDU-Wirtschaftspolitiker Michael Fuchs und Joachim Pfeiffer sowie die CDU-Umweltexpertin Marie-Luise Dött.